# Mastino I. della Scala

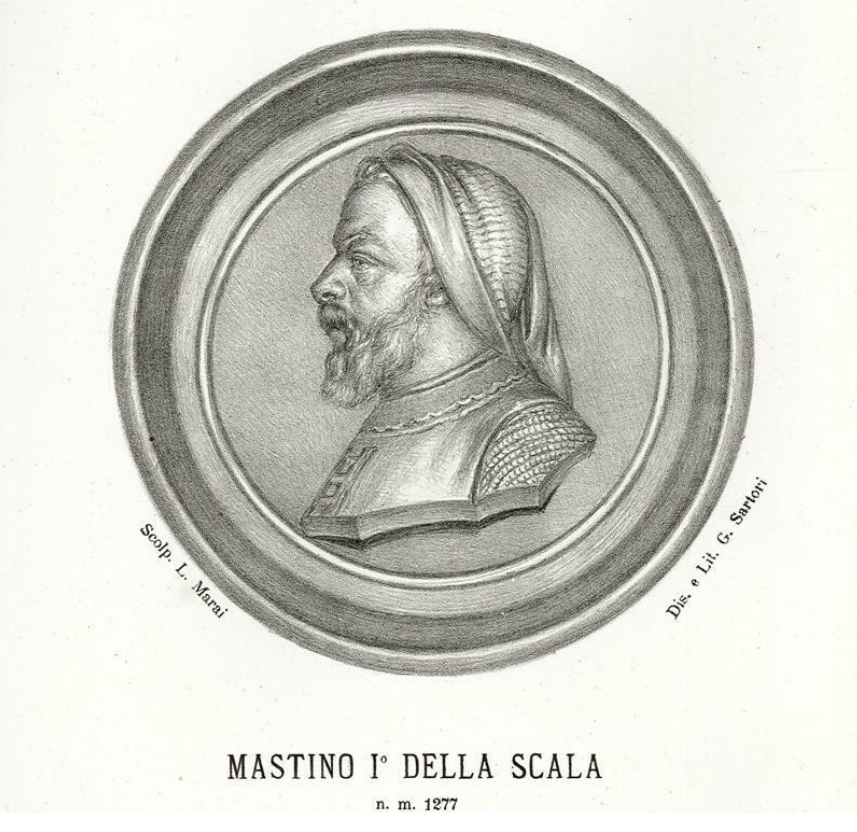
Mastino I. della Scala

Mastino I. della Scala, getauft als Leonardino della Scala, († 26. Oktober 1277 in Verona) war von 1262 bis 1277 Regent von Verona. In seiner Regierungszeit gelang es ihm, eine Reihe von kommunalen Ämtern zum Teil zeitgleich auf seine Person zu vereinen, so dass er zwar nicht de jure aber de facto Herr von Verona war. Mit ihm begann die über hundertjährige Herrschaft der Scaliger in Verona.

## Leben
Mastino war der Sohn des Iacopino della Scala. Weder sein Geburtsdatum noch sein Geburtsort sind überliefert. Vermutlich wurde er zwischen 1230 und 1240 geboren. Sein Spitzname weist, wie es damals üblich war, womöglich auf einen Charakterzug von ihm hin.
Sein Name erscheint erstmals 1254 in einem Dokument mit dem das Bündnis zwischen der von Ezzelino III. da Romano regierten Stadt Verona und Oberto Pallavicino besiegelt wurde. Fünf Jahre später erschien er erstmals auf der politischen Bühne von Verona, als er von Ezzelino am 28. Januar 1259 zum Podestà von Verona ernannt wurde. Er war damit der erste Podestà der Kommune, nachdem das Amt über Jahrzehnte nicht besetzt worden war. Aber bereits im Sommer des gleichen Jahres wurde Mastino durch einige enge Vertraute Ezzelinos ersetzt. Aber bereits wenige Wochen nach dem Tode Ezzelinos im Oktober des gleichen Jahres taucht er im November in amtlichen Dokumenten erneut als Podestà des Volkes auf. In einer Zeit in der vor allem die Gilde und Zünfte die politische Initiative in der Stadt ergriffen.
Am 30. November 1259 ernannte er die Vertreter Veronas, die einen Friedensvertrag mit Mantua aushandeln sollten. Mit Turrisendo Turrisendi stand ihm einer jener Guelfen zur Seite, die unter Ezzelino aus Verona vertrieben worden waren. Anzeichen des neuen politischen Klimas in der Stadt, auch wenn die Versöhnung zwischen den Faktionen auf wackeligen Füßen stand.
Im Januar 1260 war das kurze politische Zwischenspiel Mastinos erneut beendet. Die Rückkehr ehemaliger Gegner Ezzelinos in politische Ämter konnte aber die begonnene politische Revolution nicht mehr aufhalten, allenfalls etwas bremsen. Im gleichen Jahr wurden eine ganze Reihe von Reformen verabschiedet, die die Gilde und Zünfte betrafen. Unter anderem wurde ein Heer aus Angehörigen der beiden Berufsverbände für die eigene Verteidigung und der Gemeinde aufgestellt, das im Bedarfsfall mobil gemacht wurde. Aber bereits 1260 und insbesondere ab 1261 brachen die alten Konflikte mit dem guelfischen Adel wieder auf. Dies beschleunigte den politischen Reformationsprozess in Verona, so ist es ein Angehöriger der Gilde und Zünfte, der in Padua im April 1262 den unter venezianischer Führung ausgehandelten post-ezzelianischen Frieden der Städte Verona, Vicenza, Treviso und Padua für Verona unterzeichnete. Aber selbst in der Zeit zwischen 1260 und 1262 in der er kein öffentliches Amt innehatte, verschwand er nicht vollständig von der politischen Bühne. So taucht sein Name in mehreren öffentlichen Dokumenten auf, in der er als Zeuge fungierte.
Vermutlich wurde Mastino della Scala 1262 mit dem Amt des Capitano del Popolo betraut. Dokumentiert ist, dass er es im Juni des folgenden Jahres ausfüllte. Zwischen 1262 und 1270 übte er zudem das Amt des Podestà der Kaufleute aus, bevor es von seinem jüngeren Bruder Alberto übernommen wurde. Die gleichzeitige Besetzung der beiden Ämter unterstreicht das Vertrauen, das die Gilde und die Zünfte in Mastino legten.
Ob Mastino zwischen 1264 und 1266 einige von Padua gehaltene Burgen bei Vicenza vorübergehend eroberte, ist ebenso wenig eindeutig geklärt, wie zwei von ihm in dieser Zeit angeführte Feldzüge gegen Trient.
1267 gewannen die Ghibellinen wieder die Oberhand in der Kommune von Verona, angeheizt von den Gerüchten eines möglichen Italienzuges Konradins. In diesem neuen Klima unterstützte Mastino im Juni 1267 mit einem Heer von 500 Rittern das ghibellinische Cremona unter Buoso da Dovara im Kampf gegen das guelfische Piacenza. Im Oktober 1267 langte Konradin in Verona an und verbrachte dort den Winter. Im Frühjahr darauf folgte ihm Mastino auf seinem weiteren Weg und wurde in Pavia mit dem Amt des Podestà betraut. Die Unterstützung des Staufers brachte ihm durch Papst Clemens IV. die Exkommunikation und der Stadt Verona das Interdikt ein.
Nach der Niederlage Konradins gegen seinen guelfischen Widersacher Karl I. aus dem Haus Anjou in der Schlacht bei Tagliacozzo brachen im Herbst 1268 in Verona die alten Konflikte wieder auf. Wieder einmal standen sich das den Kaiser unterstützende Bürgertum, das sich insbesondere in der Gilde und Zünften widerspiegelte und der guelfische Adel gegenüber. Zu dieser Zeit befand sich Mastino noch in Pavia, während sein Bruder Alberto ihn in Verona vertrat. Auch nach seiner Rückkehr aus Pavia Ende 1268 oder Anfang 1269 setzten sich die unruhigen Zeiten in Verona fort. Zwar suchten im Laufe des Jahres 1269 die einflussreichsten Vertreter der Guelfen, wie die Turrisendi und Dalle Carceri, in Padua Schutz, aber bereits 1270 besetzten sie zahlreiche Burgen im Umland von Verona, unter anderem in Villafranca, Illasi und Soave.
Dennoch kann Mastino ab seiner Rückkehr nach Verona de facto als Herr von Verona angesehen werden. Zur Stabilisierung der Lage trug die Vertreibung des aus Verona nach Mantua geflüchteten Rädelsführers der Veroneser Guelfen Graf Lodovico Sambonifacio bei. Der am 5. September 1272 von Alberto I. della Scala unterzeichneten Friedensvertrag mit Mantua, mit dem auch die Signoria der Bonacolsi eingeläutet wurde, festigte endgültig die Position Mastinos in Verona. Zur Konsolidierung trug zwei Jahre später auch ein mit Venedig abgeschlossenes Handelsabkommen bei sowie insbesondere die Annäherung Mastinos an den Klerus der Stadt. Dabei konnte er zunächst auf die Hilfe seines Bruders Guido della Scala bauen, der seit 1268 Bischof von Verona war.
Mit dem von Alberto gegen die in Sirmione ansässige Häretikerbewegung der Katharer 1276 angeführten Feldzug gewann Mastino endgültig das Vertrauen der Kirchenvertreter. In der Folge, des vom neuen Bischof von Verona Temidio sowie vom Inquisitor Filippo Bonacolsi unterstützten Feldzuges gegen die Häretiker, wurde seine Exkommunikation und das Interdikt aufgehoben. Seine Annäherung an die Kirche hatte neben dem innenpolitischen Ausgleich auch bündnispolitische Gründe, da sich mit Ottone Visconti ein neuer Mitstreiter um die von Verona kontrollierten Gebiete am Gardasee abzeichnete.
Im Februar des gleichen Jahres unterzeichnete er mit seinem Bruder Alberto ein Bündnis mit Meinhard II. von Tirol. Innenpolitisch arbeitete er seit 1275 neue Statuten aus, die 1276 abgeschlossen waren. Mit den neuen Statuten wurden dem Podestà, dem der Rat der Ältesten und dem der Gastaldoni beistand, weitgehende Machtbefugnisse übertragen.

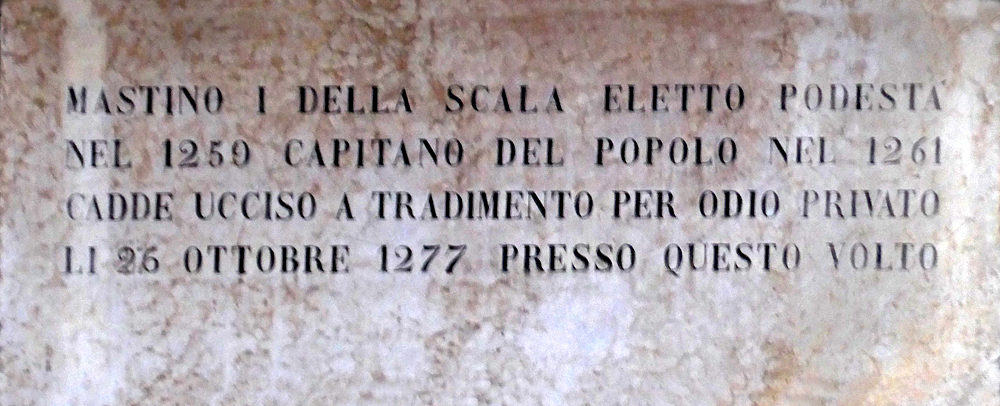
Gedenkstein in der Via Mazzanti an der Stelle an der Mastino I. ermordet wurde

Vermutlich am 26. Oktober 1277 fiel er in Verona einem Attentat zum Opfer. Die genauen Gründe des Anschlags liegen im Dunkeln. Laut den meisten zeitgenössischen Chronisten soll er im Auftrag einiger städtischer Adelsfamilien aus politischen Motiven ermordet worden sein. Später wurde auch sein Bruder Alberto als Auftraggeber ins Spiel gebracht, was aber nicht sehr wahrscheinlich erscheint, da Alberto della Scala zu der Zeit fern von Verona Podestà in Mantua war. Nach dem Tode Mastinos nutzte Alberto jedenfalls die Gelegenheit, um die politischen Gegner der Scaliger aus dem Weg zu räumen, darunter waren nicht nur von der Macht ausgeschlossene Adelige, sondern auch Angehörige der Institutionen. Nach Carrara kann auch ein Racheakt für ein von Mastino nicht ausgesprochenes Urteil als Mordmotiv ausgeschlossen werden.
Aus seiner Ehe gingen keine Kinder hervor. Von seinen unehelichen Kindern ist nur Niccolò della Scala, der 1292 Podestà von Mantua war, eindeutig belegt. Der Sarkophag von Mastino I. della Scala befindet sich auf dem Familienfriedhof der Scaliger neben der Kirche Santa Maria Antica, nur wenige hundert Meter von der Stelle entfernt, an der er ermordet wurde.